# Carlos Nicola
Carlos Daniel Nicola Jaumandreu (Montevideo, Uruguay, 3 de enero de 1973) es un exfutbolista uruguayo que jugaba como guardameta. 
Actualmente se desempeña como profesor de educación física y fútbol en el Colegio Americano en Montevideo.

## Biografía
Comenzó su carrera profesional en el Club Nacional de Football de la Primera División Profesional de Uruguay en 1995  

## Carrera internacional
Nicola hizo cuatro apariciones para la selección de fútbol de Uruguay 1996-1997, incluyendo un partido en la Copa FIFA Confederaciones 1997.

## Clubes
| Club                   | País      | Año       |
| ---------------------- | --------- | --------- |
| Nacional               | Uruguay   | 1995-1997 |
| San Lorenzo de Almagro | Argentina | 1998      |
| Nacional               | Uruguay   | 1999      |
| Atlético Paranaense    | Brasil    | 2000-2001 |
| Independiente Medellín | Colombia  | 2001      |
| Deportivo Maldonado    | Uruguay   | 2002-2004 |
| Municipal              | Guatemala | 2004-2005 |
| Bella Vista            | Uruguay   | 2006      |
| Liverpool              | Uruguay   | 2007      |